# Das Vermächtnis – Der Baum des Lebens
Das Vermächtnis – Der Baum des Lebens (Originaltitel: Chronicles of Mystery: Drzewo Życia), inoffiziell auch als Das Vermächtnis 2 bezeichnet, ist ein von der polnischen Firma CI Games (damals noch City Interactiv) entwickeltes und 2009 veröffentlichtes Point-and-Click-Videospiel und der zweite von vier Teilen der Vermächtnis-Reihe. Protagonistin ist die junge französische Archäologin Sylvie Leroux, die sich auf die Suche nach dem Baum des Lebens, einem mythischen Jungbrunnen, begibt. Das Spiel spielt u. a. in Venedig und Kairo.

## Handlung
Die junge französische Archäologin Sylvie Leroux hat in einem in einem alten Schloss befindlichen Museum in der Bretagne eine Stelle als freie Mitarbeiterin angenommen: Sie soll sich dort mit einer auf einer Auktion bei Sotheby’s erworbenen Kiste, die Juan Ponce de León, dem spanischen Entdecker von Florida, gehörte, befassen, die mit einem komplizierten Zahlenschloss gesichert ist. Ihrem Vorgänger Marcel war es gelungen, die Kiste zu öffnen, allerdings hatte er diese wieder verschlossen. Dieser ist, als des Nachts noch draußen bei den Klippen war, ums Leben gekommen – angeblich ein Unfall. Sylvie gelingt es, die Kiste zu öffnen und findet dort den vom Entdecker verfassten Bericht La casa de contratación. Dort ist beschrieben, wie er mit seiner Mannschaft nahe Florida bei der Suche nach dem Bimimi-Atoll auf eine Vulkaninsel gestoßen ist, wo die Eingeborenen einen Saft, der aus einem ungewöhnlichen großen Baum gewonnen wird, getrunken haben, der ihnen offenbar ein sehr langes Leben verleiht, denn die Mannschaft konnte dort keine alten Leute erblicken. Sylvie findet dem Bericht auch eine Landkarte eingefügt, die eine Reihe von Insel zeigt, die sie jedoch nicht zuordnen kann. Nach Marcels Aufzeichnungen müssten sich ursprünglich vier Gegenstände in der Kiste befunden haben, es fehlt jedoch ein angegebener Krug, Marcel hatte jedoch mit einem 3D-Drucker eine Kopie von einem erhaltenen Bruchstück davon anfertigen lassen.
Sylvie findet zudem heraus, dass Marcel sich in der Nacht, wo er ums Leben kam, noch mit jemandem in dem nahegelegenen Inn treffen wollte. Sie findet den Brief von einem Grafen namens Saint-Germaine und überlegt, ob es sich dabei um den Fremden handelt, den Marcel treffen wollte – und ob dieser nachher für seinen Tod verantwortlich ist. Eben dieser Graf möchte allerdings in Venedig mit dem Museum über etwas Wichtiges sprechen. Da Sylvie eh dorthin muss, weil sie einen Vortrag zu ihrem jüngst erschienenen Buch Das Skorpion-Ritual über ihr vergangenes Abenteuer auf Malta hält, soll sie sich dort mit ihm treffen. Vor der Lesung trifft jedoch nur ein Bote des Grafen an, der Sylvie eine alte Taschenuhr überreicht, die sie untersuchen soll. Der Bote wird von einem Unbekannten jedoch mit einem mit Kurare versehenen Pfeil getötet, woraufhin die Lesung abgesagt werden muss.
Sylvie begibt sich zum Grafen, von dem sie erfährt, dass die Uhr, die er ihr zukommen ließ, von der Mary Celeste stammt, er selbst ist im Besitz einer Planke, die von einem der Boote dieses Schiffes stammt. Deren Kapitän Benjamin Briggs war damals im Besitz der Kiste gewesen, an deren Erwerb der Graf Interesse besitzt. Sylvie erfährt auch, dass er seit einem Unfall an einem Gedächtnisverlust leidet. Er möchte zudem, dass Sylvie für ihn arbeitet und sich nach Kairo begibt, wo es einen Sammler geben soll, der sich für Artefakte aus Atlantis interessiert und der weitere Teile haben könnte, die der Graf unbedingt in seinen Besitz bringen möchte. Sylvie macht sich daraufhin nach Kairo auf, um den Händler zu suchen, der allerdings nicht mehr am Leben ist. Über einen Antiquar, mit dem Sylvies Onkel regelmäßig Geschäfte machte, kann sie den Kontakt zu dessen Frau Fatima herstellen. Diese eröffnet Sylvie, dass sie noch im Besitz des Krugs ist, der ursprünglich in der Kiste von Ponce de León enthalten war, und dass ihr Mann überzeugt davon war, dass dieser Gegenstand aus Atlantis stammte. Als Sylvie die in der Karte versteckte Kiste erwähnt und beklagt, dass dort allerdings keine Koordinaten sind, meint Fatima, ihr Mann habe davon gesprochen, dass es einen zweiten Teil der Karte mit eben diesen gibt, die er damals in Gibraltar zu finden hoffte. Als Sylvie später ins Hotel kommt, trifft sie dort auf den Grafen, der ihr eröffnet, dass ein Unbekannter, der ihr gefolgt ist, Fatima getötet hat und dass sie fliehen müssen. Mit seiner Yacht, die sich in Alexandrien befindet, fliehen sie aus Ägypten und machen sich auf den Weg nach Gibraltar. Saint-Germaine eröffnet ihr, dass er den Krug besitzt, was Sylvie nun den unschönen Verdacht hegen lässt, dass der Graf sie belogen hat und es selbst war, der Fatima umbrachte, um den Krug an sich zu bringen. Sie setzt daher heimlich einen Funkspruch an die Küstenwache ab.
Sylvie sichert sich zudem unbemerkt die Pistole des Grafen und stellt diesen schließlich damit zur Rede. Dieser streitet ab, etwas mit dem Mord an Fatima zu tun zu haben und Sylvie muss sich eingestehen, dass sie sich nicht mehr sicher ist, was ihren Verdacht angeht. Sie vertraut letztendlich dem Grafen, der dann, als sie Gibraltar erreichen, von der örtlichen Polizei festgenommen wird. Er ist allerdings krank und Sylvie muss, während dieser verhört wird, ein Medikament vom Schiff holen. Dabei bemerkt sie, wie ein Mann mit einer Augenblicke sich Zugang zur Yacht verschafft hat. Sie kann diesen einsperren und die Polizisten benachrichtigen, als sie das Medikament bringt. Diese verhaften den Mann, bei dem es sich mit hoher Wahrscheinlichkeit um den Mörder des Mannes in Venedig als auch von Fatima handelt.
Sylvie sucht auf dem örtlichen Friedhof das Grab von Briggs auf, findet dort aber keinen Hinweis. Sie wird jedoch auf eine rothaarige Frau aufmerksam, die dort eine Kerze aufgestellt hat. Sylvie gelingt es, deren Identität herauszufinden und sucht diese in ihrem Haus aus, wo sie erfährt, dass es sich bei Sarah Rivera um die Enkelin des Mannes handelt, der damals Briggs gesundgepflegt hatte. Dabei hatte Sarahs Großvater Jasper von Briggs Erlebtem erfahren und von diesem seinen Chronometer geschenkt bekommen. Sarah weiß auch, dass Briggs eine Kiste bei sich hatte, mit der er jedoch eines Tages wieder verschwunden ist. Jasper hatte jedoch zuvor eine Karte aus der Kiste entwendet, die so bei der Familie verblieben ist. Sylvie eröffnet ihr, dass die Kiste inzwischen gefunden wurde und sie dabei ist, Briggs Geheimnis zu lüften. Sarah erzählt, dass Briggs damals gemeint habe, dass man die Insel, auf der er war, nur mittels eines Luftschiffs erreichen könne. Sarahs Vorfahren hatten daher privat mit der Konstruktion eines solchen begonnen, das inzwischen fertiggestellt worden ist und sich in einer Halle befindet. Es wird ausgehandelt, dass der Graf ihr das Luftschiff und die Information über die Koordinaten, wo die Insel liegen soll, abkauft. Sarah selbst will, da sie Kinder hat, sich jedoch nicht mit auf die Reise begeben.
Mit dem Luftschiff begeben sich Sylvie und der Graf ins Bermudadreieck und finden mit Hilfe der Karte die Vulkaninsel im Bimini-Atoll. Dort angekommen stoßen sie auf ein bis auf einen alten Mann verlassenes Dorf. Der Ort wirkt sich sichtlich positiv auf den Grafen aus, dessen Erinnerung langsam wiederkehrt, er ist sich nun sicher, schon einmal hier gewesen zu sein. Sylvie sammelt alle verbliebenen Früchte vom Baum und will daraus den Trank herstellen, als plötzlich ihre Verfolger auftauchen: Ein Mann und eine Frau, die sich selbst als Alpha und Beta bezeichnen, der Graf wird von ihnen als Omega bezeichnet. Es stellt sich heraus, dass es sich bei dem in Gibraltar festgenommenen Mörder um Delta handelte, der unkontrollierbar geworden war und nicht im Auftrag von Alpha und Beta handelte. Beide sind bereits übernatürlich alt, bei Alpha handelt es sich um den damaligen Maat der Mary Celeste.
Sylvie erfährt, dass der Baum nach dem Untergang von Atlantis Jahr um Jahr weniger Früchte trug, wodurch immer weniger Personen davon trinken konnten und langes Leben erhielten. Die Eingeborenen, die den Ort später bewohnten, waren daher zu der Methode übergegangen, keine Kinder mehr zu kriegen und alle Personen, die nicht vom Baum des Lebens trinken können, zu töten. Die Bruderschaft vom Baum des Lebens, zu der Alpha und Beta gehören, hat diese Tradition seitdem beibehalten. Der Trank, der aus den jetzigen Früchten gewonnen werden kann, reicht allerdings nur noch für zwei Personen. Alpha hat vor, dass er und Beta davon trinken, der Graf und Sylvie sterben müssen.
Diesen gelingt es jedoch, die beiden zu überrumpeln. Sylvie kann schließlich den Trank herstellen, der Graf will diesen aber für sich und Beta haben und plant, nicht nur Alpha, sondern auch Sylvie zu töten. Diese entschließt sich dazu, das Gefäß, in dem sich der Trank befindet, umzustoßen, woraufhin es zerbricht und der wertvolle Trank verloren geht. Der Graf blickt entsetzt auf das Werk und lässt seine Taschenuhr zu Boden fallen.
Die Schlussszene zeigt Sylvie, die sich im Regen vom Grab von Briggs entfernt, auf dem die angezündete Kerze ausgeht.

## Entwicklung
Das Spiel wurde ursprünglich für den Oktober 2009 angekündigt, Anfang des Monats wurden einige Bilder daraus veröffentlicht. Am 9. Oktober wurde der Veröffentlichungstermin schließlich auf Ende November verlegt. Am 13. November wurde ein Trailer vorgestellt und der endgültige Veröffentlichungstermin auf den 26. November 2009 verlegt. Am 19. November folgte mit dem Intro des Spiels ein weiterer Trailer. Einen Tag vor diesem kam es zur Veröffentlichung einer Demo mit Stellen aus dem Venedig-Abschnitt des Spiels.
2011 erschien unter dem Titel Chronicles of Mystery: Das Geheimnis um den Baum des Lebens eine Adaption für Nintendo DS.
2010 und 2011 erschienen mit Das Vermächtnis – Die Legende des Heiligen Schatzes und Das Vermächtnis – Das Geheimnis des verschollenen Königreichs zwei Fortsetzungen. Dieser dritte und vierte Teil der Vermächtnis-Reihe besitzen jedoch eine andere Protagonistin, nämlich eine amerikanische Journalistin namens Chelsea Connor, und stellen nicht länger klassische Point-and-Click-Adventures dar, sondern Wimmelspiele.

## Spielverlauf
Das Spiel wird mit der Maus gesteuert, hierbei überwiegend mit der linken Maustaste, vereinzelt kommt auch die rechte zum Einsatz. Es gibt ein Inventar für die gesammelten Gegenstände, das sich fest am unteren Rand des Bildschirms befindet.
Anders als im Vorgänger gibt es zwei Stellen im Spiel, wo der Spieler unter Zeitdruck ein bestimmtes Rätsel lösen muss. An einer der beiden Stellen ist es sogar möglich, dass die Protagonistin stirbt.

## Rezeption
Grundsätzlich bekam das Spiel mittlere Bewertungen im deutschen und englischen Sprachraum. Die Grafik und die eingesetzte Hintergrundmusik erfuhren weitestgehend Lob, wiederholt bemängelt wurden von Rezensenten allerdings die oft sehr langen und den Spielfluss störenden Dialoge als auch unnatürlich wirkende Animationen der Figuren.

### Deutscher Sprachraum
Daniel Matschijewsky urteilte im November 2009 in der Fachzeitschrift GameStar, dass es den Entwicklern nicht gelungen sei, „die eigentlich spannende Geschichte um mysteriöse Tode in einem Museum und das verschollene Geisterschiff »Mary Celeste« adäquat in Szene zu setzen.“ Negativ fielen die „bedeutungsschwangeren, letztlich aber oft belanglosen Dialoge“ auf, die regelrecht „nerven“ würden. Die für die Spiel geschaffenen umgebenden würden allerdings „durch die leblosen, aber stimmig-düsteren 2D-Gebiete eine reizvolle Thriller-Atmosphäre“ erzeugen. Diese würde dann aber sehr schnell „durch die krude animierten und oft unnahbaren Charaktere“ wieder zerstört werden, dies treffe auch auf die Protagonistin selbst zu. Was die Gestaltung der Rätsel angeht, bezeichnete Matschijewsky das Spiel als zwiespältig: „Einerseits punktet das Spiel mit durchdachten und in der Regel nachvollziehbaren Sammel- und Kombinationsknobeleien. Andererseits bekommen Sie immer wieder öde Puzzles und Verschieberätsel vorgesetzt, die heutzutage nur noch beinharte Genrefans ansprechen.“ Hier werden etwa unnötige Hin- und Herlaufen zwischen verschiedenen Schauplätzen genannt.
Andreas Baumann urteilte auf der Seite adventurecorner.de, dass das Spiel ebenso wie sein Vorgänger als auch andere Spiele des Entwicklers qualitative Mängel besitze. Die Umgebungsgrafiken seien zwar sehr gelungen und stimmungsvoll, detailarm hingegen wirkten die Charaktere, deren Bewegungen steif und somit weniger wirklichkeitsgetreu erscheinen. Nicht mehr ganz zeitgemäß erscheint eine geringe Auflösung von nur 1024 × 768 Bildpunkten. Kritisiert wurden zudem die Dialoge im Spiel, die keinerlei Spannung erzeugen würden, zudem sei die Leistung der Sprecher nicht immer die Beste. Grundsätzlich würden sowohl die Haupt- als auch Nebencharaktere blass bleiben und wenig Tiefgang oder Charakterentwicklung aufweisen. Auch bei der Geschichte selbst machte Baumann Abstriche: Die verwendete Thematik bleibe zu ungenutzt und es „fehlt ein gut konstruierter Spannungsbogen, der den Spieler immer weiter in die Geschichte hineinzieht. So bleibt die Handlung trotz historisch interessantem Hintergrund zu sehr an der Oberfläche und bietet auch nichts besonderes, was nicht schon irgendwie mal dagewesen wäre.“ Die Rätsel wurden insgesamt als „zu einfach geraten“ bezeichnet, man suche vergeblich nach wirkliche Kopfnüssen oder größeren Herausforderungen, insgesamt seien die Rätsel somit recht inspirationslos. Ebenso bemängelte Baumann eine zu kurze Spielzeit und machte verschiedene Logiklöcher in der Handlung aus, welche sich „negativ auf die Atmosphäre auswirken“. Ein Lob hingegen erhielt die Hintergrundmusik, „die in weiten Teilen zu überzeugen weiß“ und sich auch an die jeweilige Umgebung anpasse. Unter dem Strich war Baumann der Meinung, dass es mit dem Spiel City Interaktiv nicht gelungen sei, ein insgesamt ein hochwertiges Abenteuerspiel auf den Markt zu bringen.
Michael Hambsch meinte auf der Seite splashgames.de, dass das Spiel auf den ersten Blick „wie ein längst vergessenes Relikt aus alten Adventure-Tagen“ wirke. Die Grafik sei „im realistischen Stil gehalten“, aber „nicht ganz taufrisch“. Die Zwischensequenzen des Spiels seien „nicht schlecht, aber auch nicht hervorragend.“ Dennoch habe „die Grafik ihren eigenen, klassischen Charme, der sich nicht absprechen lässt.“ Die Handlung sei spannend, bei dem Spiel handle es sich um „klassische Adventurekost“. Als besonders hervorstechend wurde die Musik bezeichnet, die „atmosphärisch, unheimlich und spannend – also rundum gelungen“ sei. Die deutsche Sprachausgabe sei „sehr ordentlich“. Bemängelt wurde allerdings, dass es im Spiel zu Sackgassen kommen könne. Insgesamt wurde das Spiel als „ordentliches Adventure, das kaum Schwächen zeigt, aber auch nicht viel Neues bietet“, bezeichnet.
Auf der Seite demonews.de bezeichnete der Rezensent Matthias die Handlung als interessant und das Spiel als „Adventure, das alles bietet, was man sich von solchen Games erwartet“. Genau diese Elemente seien es aber, die bei diesem Spiel nicht überzeugen würden. Vor allem die Dialoge würden meist „zu langweiligem Dauergequatsche“ verkommen, auch die Leistung der meisten Synchronsprecher trage dazu dabei, da oft Sätze falsch betont werden würden, was etwa aus Fragen Feststellungen machen würde. Auch die Reise zu verschiedenen Orten sei „wenig spannend“, da man von diesen nur wenig zu sehen bekomme und die Vorgehensweise immer „eine absolut lineare“ darstelle. Wirkliche Spannung entstehe nur an den wenigen Stellen, wo der Spieler gegen die Zeit ankämpfen muss. Die Grafik sei „einmal mehr recht hübsch anzusehen, ohne aber großartig begeistern zu können“, obwohl die Umgebungen viele Details besitzen würden und „eine stimmige Atmosphäre“ aufkommen lassen. Die Figuren allerdings würden „meist ein wenig steif und abgehackt durch die Szenarien stapfen“. Kritisiert wurde auch, dass die maximale Auflösung 1.024×768 Bildpunkte beträgt, was „nicht mehr wirklich zeitgemäß“ sei. Die Steuerung sei hingegen gelungen und funktioniere intuitiv so, wie man es in diesem Genre erwartet. Die Hintergrundmusik sei zwar besser gelungen, die wenigen Stücke würden sich aber wiederholen und auch nicht immer zum Geschehen passen. Unter dem Strich schaffe es das Spiel aber nicht, den Spieler wirklich in seinen Bann zu ziehen: „Es sind zwar alle Elemente für ein gutes Adventure vorhanden, aber dem Game fehlt es fast während der gesamten Spielzeit von acht bis neun Stunden an Abwechslung, Tiefgang, Logik, Spannung und interessanten Charakteren, um wirklich überzeugen zu können.“ Somit bleibe das Spiel „leider nur Durchschnittsware“.

### Englischer Sprachraum
Auf der Seite adventuregamers.com urteilte Emily Morganti zur englischsprachigen Ausgabe des Spiels, dass es sich in vielerlei Hinsicht um ein „typical adventure game“ handle. Beim Spielen allerdings würden dann doch einige Mängel auffallen. So war die Handlung für Morganti nicht völlig überzeugend, nach dem Ende des Spiels stellte sie sich die Frage, wie genau der Anfang in der Bretagne zum Rest der Handlung passte. Zudem hätte die Handlung nicht wirklich gefesselt. Besonders negativ herausgestellt wurde, dass das Spiel sehr viele Dialoge besitzen würde und die Weiterentwicklung der Handlung hauptsächlich in diesen, nicht durch das Spielen selbst, erfolge. Die Übersetzung vom Polnischen ins Englische wurde als nicht immer geglückt bezeichnet. Die 2D-Hintergründe hingegen wurden als „generally well done“ und sehr detailreich ausgefallen gelobt, auch bei den Zwischensequenzen gäbe es nichts zu bemängeln. Auch besitze das Spiel einen „impressive musical score“, der sich der Stimmung der verschiedenen Umgebungen anpasse. Die Rätsel wurden grundsätzlich als durchaus logisch bezeichnet, allerdings würde es zu Recht wenig Hinweise geben. Eine Spielzeit von etwa zehn Stunden und das Vorhandensein von sechs verschiedenen Orten seien, so Morganti, für einen preiswerten Titel durchaus akzeptabel. Unter dem Strich sei das Spiel aber weder großartig noch eine Zumutung.
Brandy Shaul vergab auf der Seite Gamezebo nur 2,5 von 5 Sternen. Das Spiel selbst erfülle zwar den herrschenden Standard bei Spielen dieser Art, könne aufgrund einiger Dinge keine Empfehlung erhalten. So seien etwa die Dialoge sehr schlecht zusammengestellt worden, was die Gespräche nachhaltig ruiniert. Auch müsse man sich erst durch längere Dialoge kämpfen, um den für den weiteren Spielverlauf wichtigen Hinweis zu erhalten. Gerade dadurch wirke die an sich tiefe und komplexe Handlung „overdone“. Zudem wurde die Steuerung der Spielfigur durch die Landschaften als langwierig bezeichnet. Abschließend meinte Shaul, dass Spieler, die an Handlungen mit „ancient myths, legends, and even a bit of magic“ Interesse haben, dem Spiel manche Mängel verzeihen können, andere Spiele sich aber anderswo umsehen sollten.
Michael Temple gab dem Spiel auf der Seite adventureclassicgaming.com nur einen von fünf möglichen Sternen. Er hatte den Eindruck, dass das Spiel nach dem Erfolg des Vorgängers zu schnell durch die Produktion ging. So kritisierte er, dass alle Spielfiguren nur eine einzige Geste im Spiel besäßen, manche sogar gar keine. Der Graf Saint-Germain zeichne sich hingegen dadurch aus, dass er beim Sprechen niemals die Lippen bewege. Die Sprachausgabe hingegen sei gut, in manchen Teilen sogar exzellent, die Dialoge selbst aber „atrocious“ (grauenhaft). Temple meinte auch, dass man bei den Sprechern in manchen Szenen ein Zögern in der Stimme raushören könne, da sie unsicher seien, welche Emotionen man angesichts der wenig Sinn ergebenden Zeilen in die Stimme legen soll. Die Begleitmusik wurde als für sich gelungen bezeichnet, allerdings hätte man sich bei der Entwicklung keine Gedanken gemacht, wie man die Musik auch passend zum Geschehen einsetzt. Die Rätsel im Spiel entsprächen dem Standard, wären aber im speziellen Kontext oftmals unlogisch: So hielt es Temple etwa für sehr unglaubwürdig, dass ein einfaches Verschieberätsel in einem offenen Versammlungssaal über Jahrhunderte unentdeckt verblieben sei. Die Dialoge seien oft lange und sinnlos. Insgesamt sei das Spiel als „sloppy“ (schlampig) zu bezeichnen.
Benjamin Woodhouse gab dem Spiel auf der Seite honestgamers.com 2,5 von 5 Sternen. Er kritisierte, dass die meisten Rätsel Inventar-Rätsel seien, bei denen Gegenstände richtig kombiniert werden müssen, was oftmals die Logik arg strapaziere. Die Figuren im Spiel würden zwar lebensecht erscheinen, sich aber nicht so verhalten, so würden sie alle einen statischen Gesichtsausdruck besitzen und nur eine sich immer wiederholende Geste besitzen. Kritisiert wurde zudem das Ende: Der Showdown, bei dem alle zentralen Personen anwesend sind, würde nicht alle Frage klären, stattdessen gäbe es weiterhin langweilige Gespräche. Der Ausgang der Handlung zeige zwar, dass die Protagonistin entkommen konnte, das Schicksal der anderen Personen aber bleibe offen – möglicherweise könnten sie in einer Fortsetzung auftauchen. Das wird allerdings als unwahrscheinlich bezeichnet, nachdem bereits der Vorgänger des Spiels an einem gleichfalls geistlosen Ende litt.
Dustin Chadwell gab dem Spiel 8 von 10 Punkten. Er urteilte, dass die Details der Umgebungen sehr gut gemacht seien und mehr zu bieten hätten als in Art of Murder, der anderen Reihe des Entwicklers. Allerdings seien die Figuren nicht gelungen, sie wirkten von den Bewegungen her hölzern und würden die Arme gerade in Dialogen ungewöhnlich bewegen. Die begleitende Musik passe sehr gut zu den Hintergründen und würde eine tolle Atmosphäre schaffen. Hierbei hätten die Entwickler Stil bewiesen. Der Baum des Lebens als zentrales Element als auch die Handlung an sich seien beide fesselnd, auch wenn die Dialoge nicht die besten seien. Positiv herausgestellt wurden auch die Rätsel. Allerdings sei es ein Manko des Spiels, dass es kaum einen Wiederspielwert besitze, denn es gäbe bei den Rätseln nicht verschiedene Lösungen oder verschiedene Entscheidungswege, die einen motivieren würden, das Spiel nochmals zu spielen. Es wurde auch betont, dass sich das Spiel vor allem aufgrund seiner sehr einfachen Steuerung sehr gut für Einsteiger in den Bereich von Abenteuerspielen eigne.